# Joseph Lamptey
Joseph Odartei Lamptey (* 10. September 1974) ist ein ehemaliger ghanaischer Fußballschiedsrichter.
Lamptey stand einige Jahre lang auf der Liste der FIFA-Schiedsrichter und leitete internationale Fußballspiele.
Beim Afrika-Cup 2015 in Äquatorialguinea pfiff Lamptey ein Spiel in der Gruppenphase. Zudem wurde er als Unterstützungsschiedsrichter beim olympischen Fußballturnier 2016 in Brasilien eingesetzt.
Im März 2017 wurde Lamptey von der FIFA lebenslang gesperrt, nachdem er der Spielmanipulation im WM-Qualifikationsspiel für die Weltmeisterschaft 2018 zwischen Südafrika und dem Senegal (2:1) am 12. November 2016 überführt wurde. Im Spiel hatte Lamptey in betrügerischer Absicht einen Elfmeter für Südafrika gepfiffen, woraufhin der senegalesische Fußballverband Beschwerde einlegte. Das Spiel wurde am 14. November 2017 wiederholt; diesmal siegte der Senegal mit 2:1.